# Vád (Brassó megye)
Vád (románul Vad, németül Waadt) falu Romániában, Brassó megyében, Fogarastól 18 km-re délkeletre, a tervezett A3-as autópálya mellett.

## Nevének eredete
Neve a 'gázló' jelentésű román vad szóból való. Első említése: Vad (1390).

## Népessége
- 1632-ben negyvenöt jobbágy és öt kisbojár családfő lakta, utóbbiak lovas szolgálatot teljesítettek a fogarasi várnak.[4]
- 1850-ben 1118 görögkatolikus román lakója volt.
- 2002-ben 629 lakosából 623 volt román és 5 magyar nemzetiségű; 576 ortodox, 45 adventista és 5 görögkatolikus vallású.

## Látnivalók
- A híres Nárcisz-mező (románul Poiana Narciselor és Dumbrava Vadului néven is ismert) tulajdonképpen egy 394 hektár kiterjedésű, nedves talajú, ritkás kocsányos tölgyes, amelynek tisztásait májusban ellepik a csillagos nárcisz fehér virágai. Mivel a hasonló tölgyesek többségét már kivágták, a terület nemcsak a nárciszok miatt, hanem mint a vidékre korábban jellemző növénytársulás fönnmaradt képviselője is érdekes. A falutól délnyugatra, Sarkaicához közel fekszik. Bár 1964 óta természetvédelmi terület, mégis vannak, akik folyamatosan tizedelik a virágokat és a túlszaporodott vaddisznók is kárt tesznek bennük. Minden év május 21-én megrendezik a Nárciszok Ünnepét.
- Már csak néhány Fogaras vidéki faluban él a plugarul nevű népszokás. Ezt húsvét második napján a legszorgalmasabb falubeli legény tiszteletére rendezik.

## Híres emberek
- Itt született Augustin Bunea (*1857 - †1909) görögkatolikus kanonok, történész, a Román Akadémia tagja.
- Itt született 1887-ben Toma Cocișiu pedagógus.

## Képek

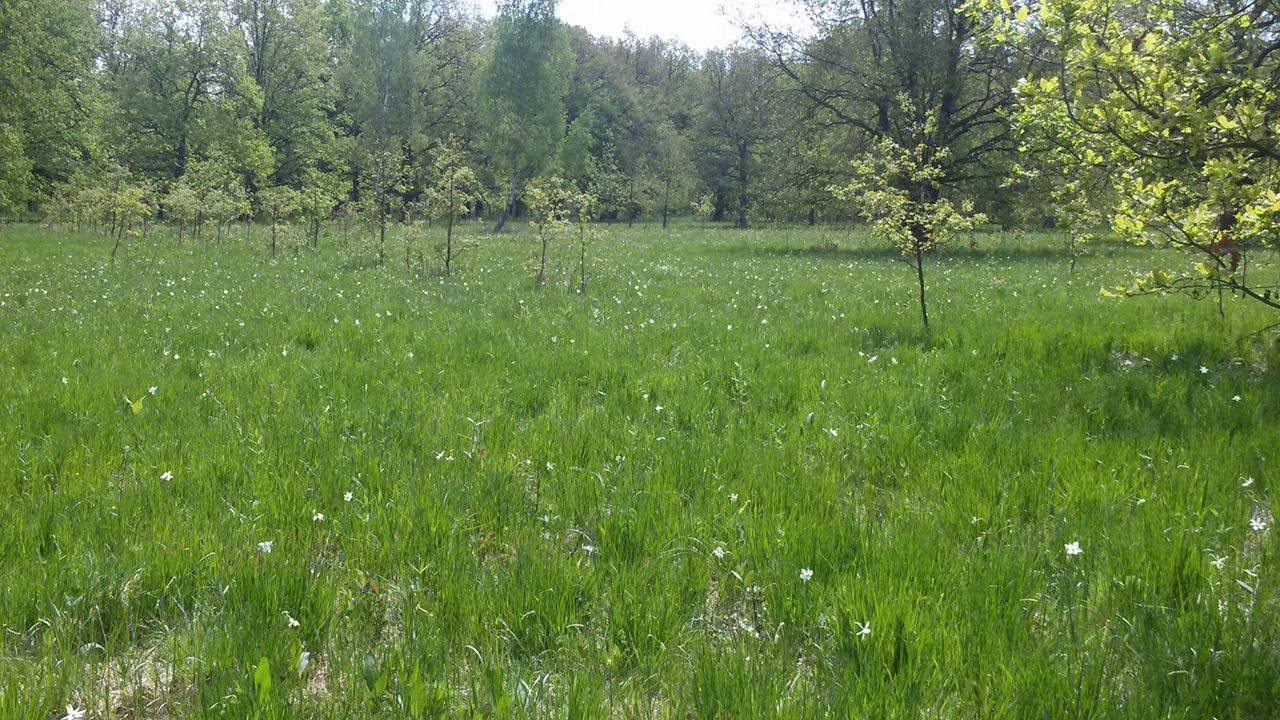
Nárcisz-mező
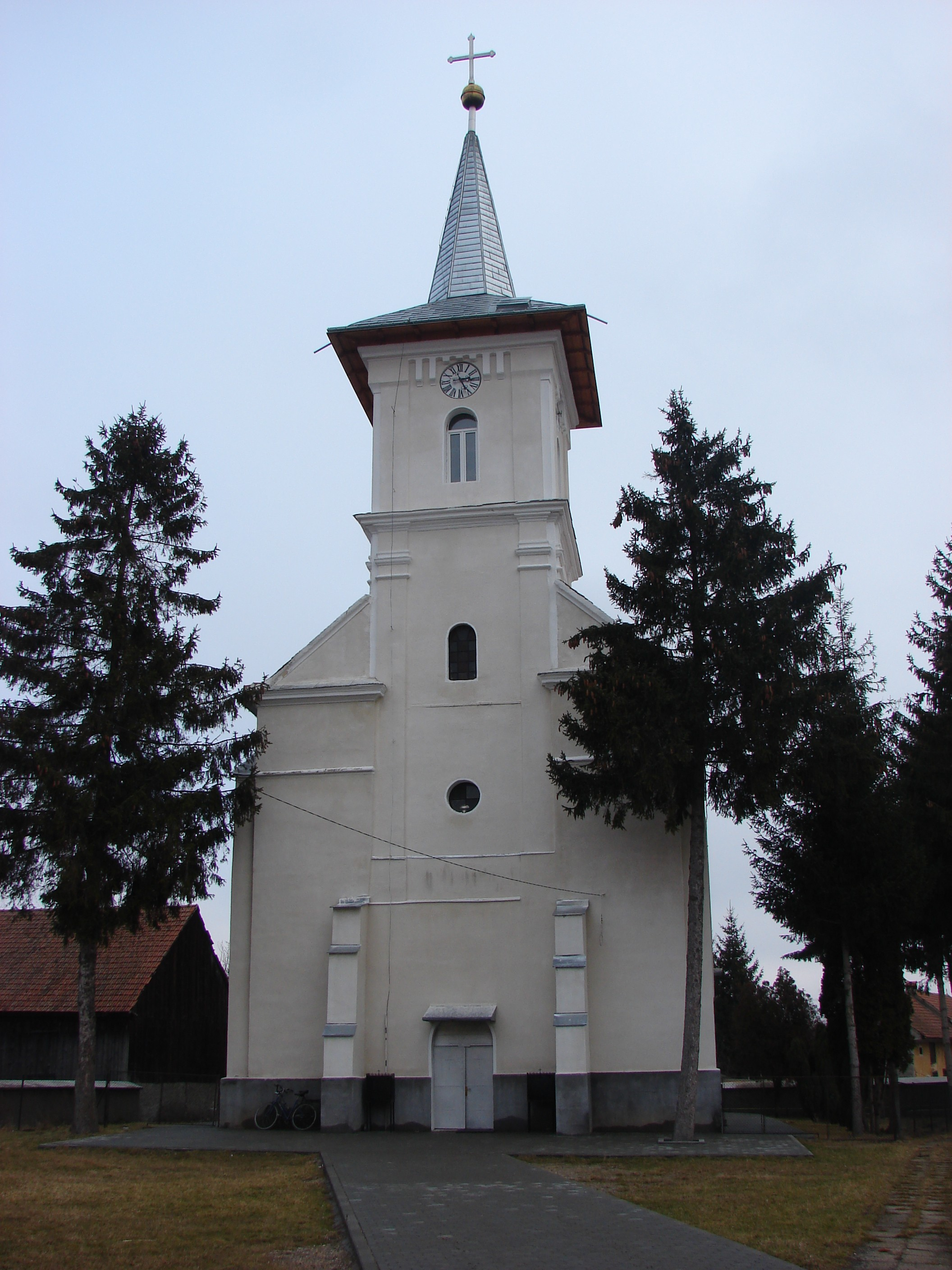
Ortodox templom